# Thomas Schmidt (kanovaarder)
Thomas Schmidt (Bad Kreuznach 18 februari 1976) is een Duits kanovaarder gespecialiseerd in slalom.
Schmidt werd in 2000 olympisch kampioen in de K-1 slalom in het Australische Sydney. Schmidt werd in 2002 met de Duitse K-1 slalomploeg wereldkampioen. Schmidt behaalde bij zijn tweede olympische optreden in 2004 de vijfde plaats.

## Belangrijkste resultaten

### Olympische Zomerspelen
| Editie | Plaats | Resultaten    |
| ------ | ------ | ------------- |
| 2000   | Sydney | K-1 Slalom    |
| 2004   | Athene | 5e K-1 Slalom |

### Wereldkampioenschappen kanoslalom
| Jaar | Plaats              | Resultaten                       |
| ---- | ------------------- | -------------------------------- |
| 2002 | Bourg-Saint-Maurice | 20e K-1 Slalom · K-1 Slalom team |
| 2003 | Augsburg            | 11e K-1 Slalom · K-1 Slalom team |

1972: Siegbert Horn ·
1992: Pierpaolo Ferrazzi ·
1996: Oliver Fix ·
2000: Thomas Schmidt ·
2004: Benoît Peschier ·
2008: Alexander Grimm ·
2012: Daniele Molmenti ·
2016: Joe Clarke ·
2020: Jiří Prskavec ·
2024: Giovanni De Gennaro
- Gemeinsame Normdatei: 1166891038
- Système universitaire de documentation: 121015025
- Virtual International Authority File: 217370186